# بوبايان
بوبايان مدينة تقع في جنوب غرب كولومبيا إلى الغرب من سلسلة جبال كولومبيا وهي عاصمة إدارة كاوكا، يزيد عدد سكانها عن 250 ألف نسمة، تبلغ متوسط درجة الحرارة 18-20 درجة مئوية، تشتهر المدينة بمنازلها البيضاء وقد لقبت بالمدينة البيضاء بسبب ذلك، سنة 1983 وقع زلزال في المدينة أدى إلى دمار العديد من المباني، تعد المدينة موطن للعديد من رؤساء كولومبيا السابقين بالإضافة إلى المثقفين والفنانيين والشعراء الكولومبيين، سنة 2005 تم اختيار المدينة من قبل اليونيسكو كأفضل مدينة في فن الطهو ساعدها على ذلك تنوع تراثها.

## المناخ
يظهر الجدول التالي التغييرات المناخية على مدار السنة لبوبايان:
| البيانات المناخية لـبوبايان                                         | البيانات المناخية لـبوبايان | البيانات المناخية لـبوبايان | البيانات المناخية لـبوبايان | البيانات المناخية لـبوبايان | البيانات المناخية لـبوبايان | البيانات المناخية لـبوبايان | البيانات المناخية لـبوبايان | البيانات المناخية لـبوبايان | البيانات المناخية لـبوبايان | البيانات المناخية لـبوبايان | البيانات المناخية لـبوبايان | البيانات المناخية لـبوبايان | البيانات المناخية لـبوبايان |
| الشهر                                                               | يناير                       | فبراير                      | مارس                        | أبريل                       | مايو                        | يونيو                       | يوليو                       | أغسطس                       | سبتمبر                      | أكتوبر                      | نوفمبر                      | ديسمبر                      | المعدل السنوي               |
| ------------------------------------------------------------------- | --------------------------- | --------------------------- | --------------------------- | --------------------------- | --------------------------- | --------------------------- | --------------------------- | --------------------------- | --------------------------- | --------------------------- | --------------------------- | --------------------------- | --------------------------- |
| الدرجة القصوى °م (°ف)                                               | 29.0 (84.2)                 | 29.0 (84.2)                 | 29.4 (84.9)                 | 29.0 (84.2)                 | 29.3 (84.7)                 | 29.2 (84.6)                 | 29.0 (84.2)                 | 30.1 (86.2)                 | 29.6 (85.3)                 | 29.0 (84.2)                 | 28.4 (83.1)                 | 29.2 (84.6)                 | 30.1 (86.2)                 |
| متوسط درجة الحرارة الكبرى °م (°ف)                                   | 24.1 (75.4)                 | 24.3 (75.7)                 | 24.6 (76.3)                 | 24.4 (75.9)                 | 24.3 (75.7)                 | 24.6 (76.3)                 | 24.9 (76.8)                 | 25.1 (77.2)                 | 24.8 (76.6)                 | 24.1 (75.4)                 | 23.8 (74.8)                 | 23.9 (75.0)                 | 24.4 (75.9)                 |
| متوسط درجة الحرارة الصغرى °م (°ف)                                   | 13.2 (55.8)                 | 13.3 (55.9)                 | 13.5 (56.3)                 | 13.7 (56.7)                 | 13.8 (56.8)                 | 12.8 (55.0)                 | 11.9 (53.4)                 | 12.0 (53.6)                 | 12.4 (54.3)                 | 13.4 (56.1)                 | 13.6 (56.5)                 | 13.7 (56.7)                 | 13.1 (55.6)                 |
| أدنى درجة حرارة °م (°ف)                                             | 8.2 (46.8)                  | 7.4 (45.3)                  | 6.4 (43.5)                  | 8.8 (47.8)                  | 8.8 (47.8)                  | 6.8 (44.2)                  | 6.8 (44.2)                  | 6.1 (43.0)                  | 6.1 (43.0)                  | 8.8 (47.8)                  | 8.0 (46.4)                  | 8.0 (46.4)                  | 6.1 (43.0)                  |
| معدل هطول الأمطار مم (إنش)                                          | 199.8 (7.87)                | 175.7 (6.92)                | 216.4 (8.52)                | 200.9 (7.91)                | 170.7 (6.72)                | 76.9 (3.03)                 | 54.8 (2.16)                 | 65.9 (2.59)                 | 122.7 (4.83)                | 252.6 (9.94)                | 338.5 (13.33)               | 252.3 (9.93)                | 2٬127٫2 (83.75)             |
| متوسط الأيام الممطرة                                                | 17                          | 16                          | 19                          | 20                          | 21                          | 14                          | 10                          | 10                          | 15                          | 23                          | 24                          | 21                          | 210                         |
| متوسط الرطوبة النسبية (%)                                           | 80                          | 79                          | 79                          | 80                          | 80                          | 77                          | 71                          | 69                          | 74                          | 80                          | 82                          | 82                          | 78                          |
| ساعات سطوع الشمس الشهرية                                            | 160.6                       | 125.9                       | 125.9                       | 106.8                       | 113.0                       | 147.6                       | 172.8                       | 162.3                       | 129.2                       | 108.9                       | 121.4                       | 140.4                       | 1٬614٫8                     |
| المصدر: INSTITUTO DE HIDROLOGIA METEOROLOGIA Y ESTUDIOS AMBIENTALES |                             |                             |                             |                             |                             |                             |                             |                             |                             |                             |                             |                             |                             |

## مدن شقيقة
- مالقة
- إشبيلية
- بلنسية
- مرسية
- كالتانيسيتا
- سانتياغو دي كومبوستيلا
- لوجا
- لابارا
- باستو

## أعلام
- ايزيكيل هورتادو
- مانولو كاردونا
- خواكين موسكيرا
- غييرمو ليون فالنسيا
- توماس ثيبريانو دي موسكيرا
- خوان غونزاليس
- غييرمو كاستيلو فالنسيا
- فرانسيسكو خوسيه دي كالداس
- كاميلو توريس تينوريو